# ناويا توميتا
ناويا توميتا (مواليد 22 أبريل 1989) هو سبّاح ياباني، مثّل بلاده في الألعاب الآسيوية 2010.

## روابط خارجية
ناويا توميتا على موقع الاتحاد الدولي للسباحة (الإنجليزية)
- ناويا توميتا على موقع SwimRankings.net (الإنجليزية)